# Policarpo Candón Guillén
Policarpo Candón Guillén (Cádiz, 1905 - Altos de Celadas, Teruel, 27 de enero de 1938) fue un comunista hispano-cubano que combatió en la Guerra civil española, participando en algunas de las principales batallas de la contienda como Madrid,  Jarama, Guadalajara, Brunete y Teruel.

## Biografía

### Trayectoria previa a la Guerra Civil
Nacido en Cádiz en 1905, su familia se trasladó a Cuba tres años más tarde. Desde joven se mostró afín al ideario anarquista, lo que le lleva al activismo en contra del gobierno de Gerardo Machado. Tras la caída de este, Candón deriva hacia posiciones marxistas y su compromiso antiimperialista lo lleva al exilio en Estados Unidos. Durante la presidencia de Carlos Mendieta se encuentra exiliado en Nueva York y forma parte de la Organización Revolucionaria de Cubanos Antiimperialistas (ORCA). En 1935 recibe instrucciones de incorporarse a una insurrección armada que pretendía derrocar el gobierno de Mendieta. Al mando de 130 hombres espera en alta mar la señal de ataque que nunca llega a producirse y a su vuelta a los Estados Unidos es arrestado tres días, pasados los cuales retorna a Cuba de forma clandestina. La desunión existente entre la oposición al gobierno le determina a exiliarse en España. 
A principios de mayo de 1936 Candón llega a la península y se instala en Madrid, siguiendo el rastro de otros cubanos exiliados. Allí se vincula al MAOC (Milicias Antifascistas de Obreros y Campesinos) y al Partido Comunista de España siendo destinado a la vigilancia de edificios y lugares estratégicos.

### Participación en la Guerra Civil
Durante los primeros días de la guerra participa, como tantos otros voluntarios, en la toma del Cuartel de la Montaña, acción a la que inmediatamente seguirán otras en la Sierra de Guadarrama. La improvisación de los voluntarios en los primeros días da paso a la formación de unidades paramilitares. Es el caso del famoso Quinto Regimiento, integrado en su mayoría por comunistas de las MAOC y por socialistas procedentes de las JSU (Juventudes Socialistas Unificadas). Policarpo Candón queda adscrito a esta unidad, es nombrado Comisario de Organización y participa en los combates de Roblegordo, Buitrago de Lozoya y Gascones. El ascenso a capitán lo pone al mando de tres compañías con las que el 22 de octubre defiende con éxito la cota de El Cerro. Gracias a esta acción es nombrado  comandante al mando de uno de los batallones Pasionaria y combate en Pinto, la Marañosa, Usera y Ciudad Universitaria. A finales de año se le asigna el mando de la 2.ª Compañía de la 1.ª Brigada Mixta de Choque que toma parte en las acciones de Majadahonda. Allí Candón tiene bajo su mando a su amigo Pablo de la Torriente Brau en calidad de Comisario Político cuando este fallece en los combates del 18 de diciembre.

En febrero de 1937 participa en la batalla del Jarama, donde consigue proteger la carretera Madrid-Valencia atacando al enemigo por la retaguardia. Un mes más tarde combate en Guadalajara y toma parte en la entrada de los republicanos en Brihuega. En abril participa en un ataque infructuoso sobre el Cerro del Águila, siendo herido un poco más tarde y permaneciendo un tiempo convaleciente.

“Su voz es más recia que su cuerpo, y su cuerpo no es delgado, sino bastante nutrido. Es el comandante de uno de los batallones de la Brigada, y trata con una seriedad y una atención ejemplares a su gente, que su gente pelea a sus órdenes llena de confianza. Esta confianza se ha traducido en victoria en diferentes ocasiones. Se ve en él al hombre curtido en la lucha y avezado a ella. Saca grandes lecciones de cada combate. Hace malograr muchos estudiados ataques del enemigo, pues siempre está a la observación de los menores movimientos de éste. Lo que más echa de menos es el clima de Cuba, y el invierno cortante y penetrante de Castilla encoge un tanto su figura y le lleva a buscar lumbre por todos los rincones de las comandancias transitorias que ocupa. Alteran un poco su fisionomía tropical los más graves o los más felices acontecimientos. Es, de los hombres serenos, uno. Por eso sus explosiones son terribles de violentas”
Miguel Hernández

A su vuelta se reincorpora como comandante de la 10.ª Brigada Mixta, encuadrada desde junio en la 46.ª División al mando de Valentín González y con cuartel en Alcalá de Henares. Estrena el mando un mes más tarde, durante la Batalla de Brunete, tomando parte en las acciones de Quijorna. A finales de año la 10.ª Brigada Mixta es enviada al frente de Aragón y toma parte en la batalla de Teruel. Candón muere el 27 de enero de 1938 en Alfambra durante la ofensiva franquista sobre la zona norte de la capital turolense.